# Óscar Emilio Rojas
Óscar Emilio Rojas Ruiz (San José, Costa Rica, 27 de abril de 1979) es un exfutbolista y entrenador costarricense nacionalizado mexicano.
Desarrolló su carrera de futbolista mayormente en México.
Es tío del también futbolista costarricense Andy Rojas.

## Clubes

### Futbolista
| Club                                     | País           | Año           |
| ---------------------------------------- | -------------- | ------------- |
| Asociación Deportiva Carmelita           | Costa Rica     | 1999-2000     |
| La Piedad                                | México         | 2000-2002     |
| Irapuato                                 | México         | 2002-2003     |
| Dorados de Sinaloa                       | México         | 2003-2005     |
| Veracruz                                 | México         | 2005-2006     |
| Jaguares de Chiapas                      | México         | 2006-2008     |
| Club Necaxa (Préstamo Copa Libertadores) | México         | 2007          |
| Morelia                                  | México         | Clausura 2009 |
| Mérida FC                                | México         | 2009-2010     |
| Club de Fútbol Indios                    | México         | 2010-2011     |
| Club Sport Herediano                     | Costa Rica     | 2011-2012     |
| La Piedad                                | México         | 2012-2013     |
| Altamira FC                              | México         | 2014          |
| Zacatepec                                | México         | Clausura 2015 |
| Venados FC                               | México         | Apertura 2015 |
| Sport Club Corinthians USA (NPSL)        | Estados Unidos | 2016-2017     |
| Municipal Grecia                         | Costa Rica     | Apertura 2017 |

## Selección nacional de Costa Rica
Bajo la dirección técnica de Alexandre Guimarães, debutó con Costa Rica el 11 de noviembre de 2001, enfrentando a Jamaica en Independence Park (Kingston, Jamaica); el conjunto Tico ganó 0-1. 
Rojas disputó 27 partidos; el último que jugó fue ante México, el 7 de septiembre de 2012, en un encuentro por la tercera ronda de Clasificación al Mundial de Fútbol 2014 llevado a cabo en el Estadio Nacional de Costa Rica (San José, Costa Rica); México ganó 0-2. Rojas jugó 45 minutos al ingresar de cambio por Michael Barrantes. 
Estuvo disponible para el encuentro de vuelta (11 de septiembre) en el Estadio Azteca (Coyoacán, Ciudad de México), pero permaneció en la banca.

### Selección de Costa Rica
- Actualizado a fin de su carrera deportiva.

 

- 

| Selección                                       | Año | Eliminatorias | Eliminatorias | Eliminatorias | Continental | Continental | Continental | Mundial | Mundial | Mundial | Amistosos | Amistosos | Amistosos | Total | Total | Total  |
| Selección                                       | Año | Part.         | Goles         | Asist.        | Part.       | Goles       | Asist.      | Part.   | Goles   | Asist.  | Part.     | Goles     | Asist.    | Part. | Goles | Asist. |
| ----------------------------------------------- | --- | ------------- | ------------- | ------------- | ----------- | ----------- | ----------- | ------- | ------- | ------- | --------- | --------- | --------- | ----- | ----- | ------ |
| Absoluta · Costa Rica                           |     |               |               |               |             |             |             |         |         |         |           |           |           |       |       |        |
| 2001                                            | —   | —             | —             | —             | —           | —           | —           | —       | —       | 1       | 0         | 0         | 1         | 0     | 0     |        |
| 2002                                            | —   | —             | —             | 1             | 0           | 0           | —           | —       | —       | 3       | 0         | 0         | 4         | 0     | 0     |        |
| 2005                                            | 3   | 0             | 0             | 4             | 0           | 0           | —           | —       | —       | 1       | 0         | 0         | 8         | 0     | 0     |        |
| 2007                                            | —   | —             | —             | —             | —           | —           | —           | —       | —       | 4       | 1         | 0         | 4         | 1     | 0     |        |
| 2008                                            | 1   | 0             | 0             | —             | —           | —           | —           | —       | —       | 1       | 0         | 0         | 2         | 0     | 0     |        |
| 2009                                            | 1   | 0             | 0             | —             | —           | —           | —           | —       | —       | —       | —         | —         | 1         | 0     | 0     |        |
| 2012                                            | 3   | 0             | 0             | —             | —           | —           | —           | —       | —       | 5       | 0         | 0         | 8         | 0     | 0     |        |
| Total                                           | 8   | 0             | 0             | 5             | 0           | 0           | 0           | 0       | 0       | 15      | 1         | 0         | 28        | 1     | 0     |        |
| 1. 2. Fuente: / RSSSF / National Football Teams |     |               |               |               |             |             |             |         |         |         |           |           |           |       |       |        |

### Goles internacionales
| Núm. | Fecha                | Sede                                        | Rival | Gol | Resultado | Competición | Portero rival |
| ---- | -------------------- | ------------------------------------------- | ----- | --- | --------- | ----------- | ------------- |
| 1.   | 23 de agosto de 2007 | Ricardo Saprissa Aymá, San José, Costa Rica | Perú  | 1-0 | 1-1       | Amistoso    | Leao Butrón   |

|                         | PJ | Gol | Asistencia | Periodo   |
| ----------------------- | -- | --- | ---------- | --------- |
| Selección costarricense | 27 | 1   | 1          | 2001-2012 |

## Como DT
Su debut como entrenador se dio el lunes 20 de enero con el Municipal Grecia en la jornada 1 del Clausura 2025 de la Liga de Ascenso donde logró imponerse 4-2 a Carmelita en el Estadio Ernesto Rohrmoser. 

## Palmarés

### Futbolista

#### Campeonatos nacionales
| Categoría                      | Título                   | Club                 | País       |
| ------------------------------ | ------------------------ | -------------------- | ---------- |
| Primera División 'A'           | Verano 2001              | La Piedad            | México     |
| Primera División 'A'           | Final de Ascenso 2000-01 | La Piedad            | México     |
| Primera División 'A'           | Apertura 2002            | Irapuato             | México     |
| Primera División 'A'           | Final de Ascenso 2002-03 | Irapuato             | México     |
| Primera División 'A'           | Apertura 2003            | Dorados de Sinaloa   | México     |
| Primera División 'A'           | Final de Ascenso 2003-04 | Dorados de Sinaloa   | México     |
| Primera División de Costa Rica | Verano 2012              | Club Sport Herediano | Costa Rica |
| Liga de Ascenso de México      | Apertura 2012            | La Piedad            | México     |
| Liga de Ascenso de México      | Final de Ascenso 2012-13 | La Piedad            | México     |